# Marti Malloy
Marti Malloy, född den 23 juni 1986 i Oak Harbor, Washington, är en amerikansk judoutövare.
Hon tog OS-brons i damernas lättvikt i samband med de olympiska judotävlingarna 2012 i London.